# 莱芜战役指挥所旧址
莱芜战役指挥所旧址，位于山东省济南市钢城区辛庄镇石湾子村，是中华人民共和国全国重点文物保护单位之一。
1977年12月23日，公布为山东省文物保护单位，2013年5月公布为全国重点文物保护单位，是一座革命遗址及革命纪念建筑物。